# Даница (газета)
Даница (либо Даница Хорватская, Славонская и Далматинская, хорв. Danicza Horvatzka, Slavonzka y Dalmatinzka) — первая хорватская литературная и культурная газета.

## История
Начиная со второго номера газеты «Novine Horvatzke» от 10 января 1835 года было опубликовано их литературное приложение: «Даница Хорватская, Славонская и Далматинская».
Издавался в Загребе с 1835 по 1849, а потом с 1863 по 1867 годы как еженедельное приложение к «Novine Horvatske»; Под названием «Danica ilirska» (даница иллирийская) она издавалась в 1836–1843, 1848–1849 и 1863–1867 годах. Её создателем был Людевит Гай. Он способствовал утверждению штокавского диалекта в качестве стандарта хорватского языка. Самыми первыми сотрудниками «Даницы» были Драгутин, Раковец, Людевит Фаркаш и братья Иван и Антун Мажуранич.
Первоначально Гай печатал журнал «Danicza horvatzka, slavonzka y dalmatinzka» в старой орфографии. Вместо единой и систематической записи в 10-м, 11-м и 12-м выпусках «Даниче» он предлагает двухбуквенные палатальные согласные с – ⟨č⟩, ⟨ž⟩, ⟨š⟩; ⟨tj́⟩ (для ć), ⟨gj́⟩ и ⟨dj́⟩ (для đ), ⟨lj́⟩ (для lj), ⟨nj́⟩ (для nj). С 1838 года вместо дефиса над j, ⟨j́⟩, будет писаться точка, ⟨j⟩. Он заимствовал знак для звука /ć/ из польской традиции. Во многом так оно и осталось по сей день. Гай продемонстрировал, насколько функциональна новая орфография, в выпуске, в котором он предлагает новую, используя старую орфографию, но вместо этого печатает «Хорватскую родину» Михановича, которая впоследствии стала хорватским гимном, и «Песнь о Радоване и Миловане» Качича, используя новую орфографию.